# Mac OS 8

Mac OS 8 este un sistem de operare care a fost lansat de Apple Computer pe 26 iulie 1997.
Mac OS 8.0 a adus schimbări prin introducerea a interfașei Platinum.
Apple a vândut peste 1.2 miliaone de copii ale Mac OS 8 în primele două săptămâni de la lansare.